# Hippolyte Crosse
Pour les articles homonymes, voir Crosse.
Joseph Charles Hippolyte Crosse est un conchyliologiste français né le 1er octobre 1826 à Paris et mort le 8 août 1898 à Vernou-sur-Seine.

## Œuvres
- Notice sur les bulimes de la Nouvelle-Calédonie, et description de deux espèces nouvelles (1855).
- Descriptions de coquilles nouvelles (1859).
- Un Mollusque bien maltraité, ou Comment M. Victor-Hugo comprend l'organisation du poulpe (1866).
- Diagnoses molluscorum novorum Guatemalae et Reipublicae mexicanae (1868).
- Études sur les mollusques terrestres et fluviatiles du Mexique et du Guatémala (avec Paul Henri Fischer, 1870-1900).
- Contribution à la faune malacologique de Nossi-Bé et de Nossi-Comba (1882).
- Histoire physique, naturelle et politique de Madagascar, publiée par Alfred Grandidier. Volume XXV. Histoire naturelle des mollusques (avec Paul Fischer, 1889).
- Faune malacologique terrestre et fluviatile de la Nouvelle-Calédonie et de ses dépendances (1894).